# دامگالنونا
دامگالنونا که به نام دامکینا نیز شناخته می‌شود، الهه بین‌النهرینی بود که به عنوان همسر خدای انکی در نظر گرفته می‌شد. شخصیت او در منابع شناخته‌شده ضعیف تعریف شده، اگرچه مشخص است که او مانند شوهرش با تطهیر آیینی مرتبط بود و اعتقاد بر این بود که او از طرف دعاکنندگان نزد انکی شفاعت می‌کرد. نانشه و آسالوهی از جمله خداییانی بودند که فرزند آنها به شمار می‌رفتند. در حالی که اسطوره انکی و نین‌هورساگ او را قابل جایگزین با الهه ذکر شده در عنوان خود می‌داند، آنها معمولاً از یکدیگر جدا بودند. شهرهای اریدو و مالژیوم به عنوان مراکز آیین دامگالنونا در نظر گرفته می‌شدند. او همچنین در سکونت‌گاههای دیگری مانند نیپور، سیپار و کلهو پرستش می‌شد و احتمالاً از همان اوایل هزاره سوم پیش از دوران مشترک در پانتئون هوریان گنجانده شد. او در تعدادی از اسطوره‌ها، از جمله انوما الیش ظاهر می‌شود، اگرچه تنها یک تصنیف، یعنی بند دامکینا، بر او متمرکز شده است.

## نام، شخصیت و شمایل‌نگاری
تئونیم دامگالنونا را می‌توان به «همسر بزرگ شاهزاده» ترجمه کرد که «شاهزاده» به انکی اشاره دارد.
شخصیت فردی دامگالنونا فراتر از رابطه همسری با انکی به خوبی تعریف نشده است.

## ارتباط با سایر خداییان
دامگالنونا همسر انکی (ائا) بود. در اسطوره انکی و نینهورساگ او و الههٔ نام‌بخش یکی دانسته می‌شوند.
در گونه‌ای از فهرست خدای ویدنر، دامگالنونا با کیشا، همسر خدای رود، ایدلوروگو، برابری می‌کند.

## پرستش
پرستش دامگالنونا در تمام دوره‌های تاریخ بین‌النهرین باستان گواهی شده است، اگرچه دامنه آیین او به تدریج کاهش یافت.
یکی دیگر از شهرهایی که به عنوان مرکز آیین دامگالنونا در نظر گرفته می‌شود، مالژیوم است که در جنوب اشنونا واقع شده است.
معبدی اهدا شده به دامگالنونا نیز در نیپور وجود داشته است. این معبد توسط شولگی ساخته شده است.

### پذیرش هوری
دامگالنونا در دین هوری گنجانده شد و در آنجا نیز جایگاه همسر ائا را یافت.

## اساطیر
تنها یک اسطوره شناخته شده است که در آن دامگالنونا نقش مرکزی را داشته باشد.
دامگالنونا در انوما الیش به عنوان مادر مردوک ظاهر می‌شود. با این حال، متن هیچ شجره‌نامه‌ای درباره او ندارد و هیچ گزارشی از تولد او درج نشده است. شکل نام او در این متن دامکینا است.
به گفته ناتان واسرمن، یکی از کتیبه‌های پادشاه ایپیک-ایشتر مالژیوم ممکن است حاوی اشاره‌ای به افسانه طوفان باشد که شامل ائا (انکی) و دامکینا (دامگالنونا) می‌شود. متن این کتیبه بیان می‌کند که وقتی فاجعه‌ای نامشخص قرار است بر سر این شهر فروآید، ائا به همسرش دستور داد تا آن را با «تضمین پادشاهی سلسله‌ای طولانی» نجات دهد، که به گفته رافائل کوتشر باید به عنوان تعبیری برای قرار دادن یک غاصب بر تاج و تخت درک شود.